# Şehzade Mehmed Selaheddin
Şehzade Mehmed Selaheddin (en arabe : شہزادہ محمد صلاح الدین), né le 12 août 1861 à Constantinople et mort le 29 avril 1915, il est le fils unique de Mourad V, sultan ottoman et de son épouse Reftarıdil Kadın.

## Biographie
Şehzade Mehmed Selaheddin est né le 12 août 1861 dans le palais de Dolmabahçe. Son père était sultan Mourad V et sa mère était Reftarıdil Kadın, la fille de Hatkoyuko Hatko. Il était l’aîné et le fils unique de son père et le seul enfant de sa mère. Il était le petit-fils du sultan Abdülmecid Ier et Şevkefza Kadın.
Selaheddin a été circoncis en 1870. D’autres princes qui ont été circoncis avec lui inclus, ses oncles, Şehzade Selim Süleyman, Şehzade Mehmed Vahideddin, fils du sultan Abdulmejid Ier, Şehzade Yusuf Izzeddin, Şehzade Mahmud Celareddin, fils du sultan Abdülaziz, et sultanzade Alaeddin Bey, fils de Münire Sultan, fille d’Abdulmejid.
L’éducation précoce de Selaheddin a eu lieu à l’école du prince, palais de Dolmabahçe, où son tuteur était Süleyman Agha. Après avoir obtenu son diplôme de l’école du prince, il a été inscrit au Collège militaire ottoman et est devenu général-major dans l’armée ottomane.
Après l’accession de Mourad au trône le 30 mai 1876, après la déposition de son oncle Sultan Abdülaziz, sa famille s’installe dans le palais dolmabahçe. Après avoir régné pendant seulement trois mois, il fut déposé le 30 août 1876 en raison de l’instabilité mentale et fut emprisonné au palais Çırağan. Selaheddin et sa mère l’ont suivi en détention.

### Au Palais de Çırağan
Au moment de l’internement de sa famille, Selaheddin avait quinze ans. Ses appartements étaient situés au rez-de-chaussée du Palais Çırağan. Pendant ce temps, Selaheddin écrivit un journal qui rend compte de la vie quotidienne des membres emprisonnés de la famille immédiate de son père et de leur suite.
Rifat Pacha, qui avait été nommé pour traiter les gens de l’entourage de Mourad, a proposé à Selaheddin de lui apprendre un peu sur la médecine. Selaheddin accepta volontiers sa proposition. Tous deux ont décidé de dire que Selaheddin souffrait d’une maladie. Rifat Pacha a alors commencé à venir au palais fréquemment, d’abord traiter celui qui pourrait vraiment être malade avant de s’enfermer dans une chambre avec Selaheddin et de travailler avec lui. Rifat Pacha dicterait les choses importantes à Selaheddin, qui les a écrites et s’est ensuite assise et les a mémorisées la nuit. L’étude de Selaheddin de la médecine de cette façon s’est avérée très utile, car le jour est venu quand il a même traité son père lui-même.
Après la mort de Şevkefza Kadın en 1889, Mourad concentra tout son amour et toute son attention sur ses enfants. Selaheddin devint son compagnon dans la douleur et les deux d’entre eux passèrent de longues heures ensemble se remémorant les jours passés ainsi que spéculer sur l’avenir. Pendant un certain temps, le père et le fils se sont intéressés au Mesnevi, passant des heures à réciter des vers de ce travail et à prendre beaucoup de plaisir à le faire.

### Vie privée
La première femme de Selaheddin était Dilaviz Hanım., Elle est née en 1862 à Batoumi (alors dans l'Empire ottoman, plus tard dans l'Empire russe, puis en URSS, aujourd'hui en Géorgie). Elle avait été présentée dans le harem impérial par Mahmud Celaleddine Pacha. Ils se marient le 13 mars 1877. Elle était la mère d’Ayşe Beyhan Sultan. Elle mourut de tuberculose dans le palais de Malte Köşkü, Yıldız et fut enterrée au cimetière de Yahya Efendi.,
Sa seconde épouse était Tevhide Zatıgül Hanım. Elle était la fille d’Ibrahim Bey. Elle est née le 25 janvier 1864 à Batoumi. Ils se marient le 3 décembre 1878. Elle était la mère de Celile Sultan, Rukiye Sultan, Adile Sultan, et Emine Atiye Sultan. Elle mourut le 8 avril 1896 et fut enterrée au cimetière de Yahya Efendi.
Sa troisième femme était Zeliha Vasfıcihan Hanım. Ils se marient en 1879. Elle était la mère de Şehzade Livaeddin. Les deux ont divorcé en 1882,.
Sa quatrième femme était Naziknaz Hanım Elle est née en 1862 à Kars, Caucase. Ils se marient le 7 juillet 1879. Elle était la mère de Behiye Sultan et Şehzade Ahmed Nihad. Elle meurt le 17 février 1928 à Nice.
Sa cinquième femme était Gülter Hanım. Elle était la fille de Halil Bey Tarkanişvili. Elle est née le 18 avril 1867 à Tiflis, principale ville du gouvernement de Tiflis, alors dans l'Empire russe (aujourd'hui Tbilissi, capitale de la Géorgie). Ils se marient le 10 décembre 1886. Elle était la mère de Safiye Sultan. Elle mourut le 17 février 1895 et fut enterrée au cimetière de Yahya Efendi.
Sa sixième femme était Jalefer Hanım. Elle est née le 19 août 1872 à Kars, Dans le Caucase. Ils se marient le 15 avril 1891. Elle était la mère de Şehzade Osman Fouad. Elle meurt le 7 avril 1937 à Ortaköy, Istanbul.
Sa septième femme était Cemile Dilberistan Hanım., Elle est née en 1880. Ils se sont mariés en 1895. Elle meurt en 1955 à Istanbul.

### Décès
Şehzade Mehmed Selaheddin meurt le 29 avril 1915 au Palais Feneryolu, à l’âge de 53 ans, laissant deux fils et quatre filles toujours en vie. Il a été enterré dans le mausolée de Şehzade Ahmed Kemaleddin au cimetière Yahya Efendi, Constantinople.

### Honneurs et distinctions
- Ordres et décorations ottomans
  - Collier du Hanedan-ı-Ali-Osman
  -  Médaille Imtiyaz